# Скоропадська Єлисавета Павлівна
Єлисавета Павлівна Скоропадська (27 листопада 1899, Санкт-Петербург, Росія — 16 лютого 1976, Оберстдорф, Німеччина), у шлюбі Кужим — українська політична діячка, керівниця Гетьманського руху та Союзу гетьманців-державників (1959—1976), скульпторка. Дочка гетьмана Павла Скоропадського та Олександри Скоропадської.

## Життєпис
Народилася в козацько-гетьманській родині Павла та Олександри Скоропадських в Санкт-Петербурзі. Доньку назвали Єлизаветою на честь батькової тітки Єлизавети Милорадович. В дитинстві неодноразово перебувала з родиною в маєтках Скоропадських на Чернігівщині і Полтавщині. З 1918 року разом з родиною перебувала в еміграції, а саме у 1919—1921 (Лозанна, Швейцарія), 1921—1945 (Ванзеє, Берлін), 1945—1976 (Оберстдорф, Баварія). 
З 1930-х брала активну участь у Гетьманському русі, виконуючи функції секретарки гетьмана Павла Скоропадського. У 1930-х була членкинею Комітету допомоги голодуючим в Україні. Під час Другої світової війни опікувалася українцями, які перебували на примусових роботах в Німеччині. 
У 1949 році одружилася з Василем Кужимою — українським дипломатом, одним з керівників Союзу гетьманців-державників. З 1959 року, після смерті старшої сестри Марії Скоропадської, очолила Гетьманський рух як найстарша в роді Скоропадських відповідно до написаних Павлом Скоропадським «Актів про дідичність Гетьманської Влади та порядок правопереємства в нашому Роді на принципі Старшинства». В період керівництва Гетьманським рухом Єлисаветою Скоропадською в 1963 році в Філадельфії (США, штат Пенсильванія) було створено Східноєвропейський дослідний інститут ім. Вячеслава Липинського (засновник і перший директор Євген Зиблікевич).
Виявивши обдарованість до пластичних мистецтв ще в дитинстві, навчалася в Санкт-Петербурзі в студії Марії Діллон — першої в Росії жінки-скульпторки з академічною освітою. Подальші мистецькі студії продовжила в Берлінській академії мистецтв та у Флоренції, у італійського скульптора Ліберо Андреотті (Libero Andreotti). У 1920-1930-х виконує низку замовлень на виготовлення скульптурних портретів та композицій в Німеччині, Голландії, Фінляндії. Створює скульптурні портрети Павла Скоропадського та сестри Марії. Більшість творів загинула під час Другої світової війни. 
Авторка спогадів про останні дні гетьмана Павла Скоропадського (в журналі «Державна Думка», чч. 6 — 8, 1952).

## Сім'я
- Батько — Павло Скоропадський, гетьман Української Держави (1918)
- Мати — Олександра Дурново, дочка генерал-лейтенанта Петра Дурново і його дружини Марії, до шлюбу княгині Кочубей.
- Сестра — Марія Скоропадська (1898⁣ — ⁣1959, у шлюбі графиня Монтрезор, політична діячка
- Брат — Петро Скоропадський (1900⁣ — ⁣1956), був хворий на епілепсію,
- Брат — Данило Скоропадський (1906⁣ — ⁣1957)
- Брат — Павло Скоропадський (1915⁣ — ⁣1918), помер у дитинстві внаслідок хвороби.
- Сестра — Олена Скоропадська (1919⁣ — ⁣2014), у шлюбі Отт, українсько-німецько-швейцарська діячка.
- Чоловік — Кужим Василь Миколайович (1884-1958), віцеконсул України в Баку (1920—1921).